# Chiesa di San Bernardino (Gromo)
La chiesa di san Bernardino è un luogo di culto cattolico e si trova in località Spiazzi di Gromo, località del comune di Gromo, in provincia di Bergamo, alta val Seriana, in via San Bernardino sulla antica mulattiera che collegava il capoluogo di Gromo con le località posta alla sinistra orografica del Serio. La mulattiera era l'antica strada che portava alla malga dell'alpeggio le mandrie e le greggi durante la transumanza.

## Storia
Il piccolo oratorio fu edificato tra il 1450 e il 1479, anno documentato come sua ultimazione. Fu probabilmente costruito sulla scia della grande attenzione che il santo predicatore senese aveva ricevuto a Bergamo nelle sue due visite e che fu santificato nel 1450.
La chiesa viene citata nella visita pastorale di san Carlo Borromeo del 1575, il quale raccomandò di ornare l'interno della chiesa e di ridurre le dimensioni dell'altare maggiore che probabilmente aveva misure eccessive per quelle ridotte dell'aula. 

La chiesa fu restaurata solo nel XX secolo. La prima volta nel 1940, e nel 1968 un restauro più completo e conservativo. In questo ultimo fu cancellato il trigramma, simbolo bernardiniano posto sopra l'entrata principale. Il simbolo fu poi rimosso durante il rifacimento pittorico della facciata nel XXI secolo.

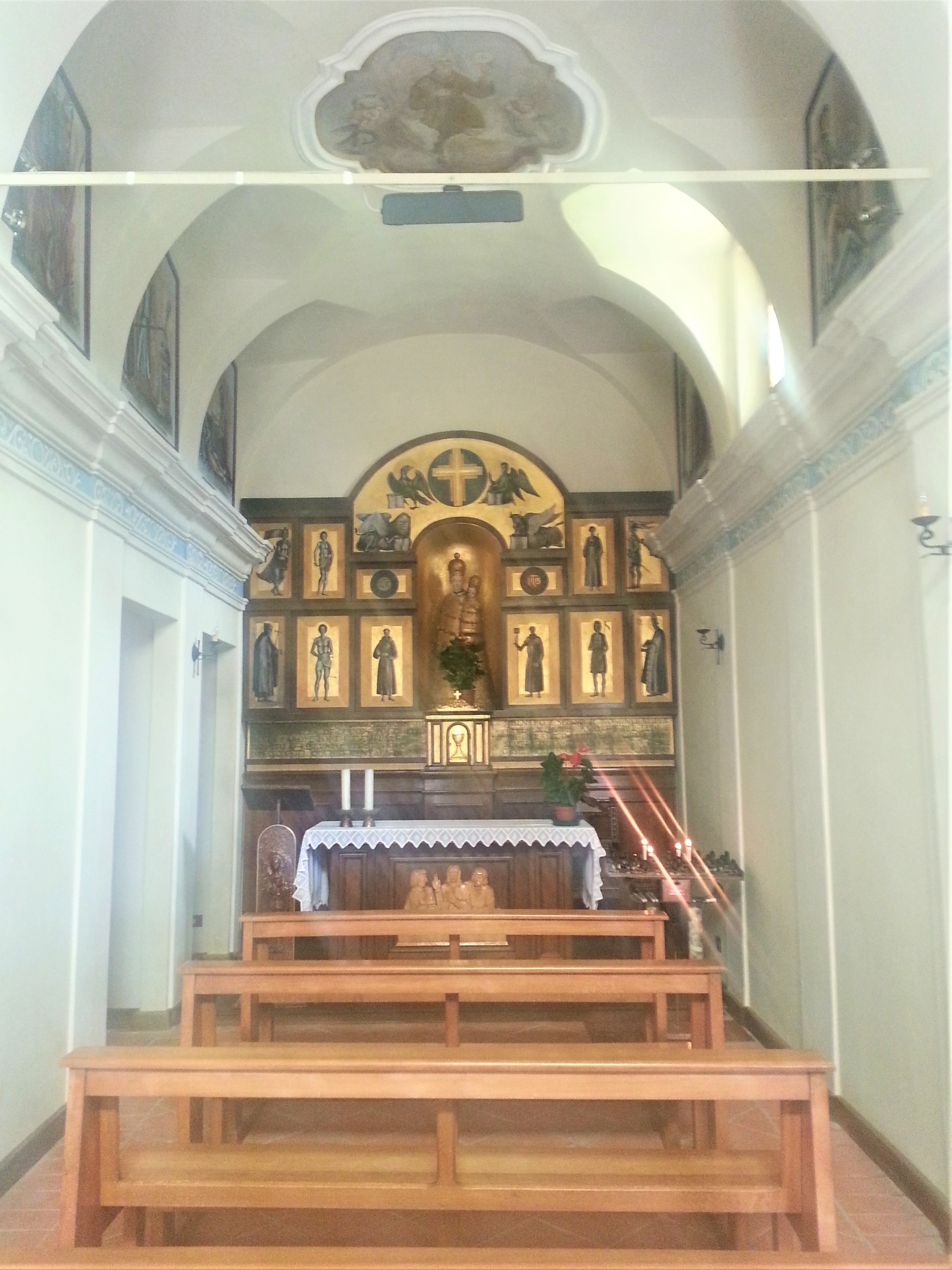
Chiesa di san Bernardino-interno

## Descrizione

### Esterno
Al piccolo oratorio si accede da una gradinata in ciottolato, il sagrato ha la pavimentazione in pietra che fa il giro intorno al piccolo edificio. Il tetto in pietra di ardesia porta il campanile con una sola campana. La facciata principale ha la piccola entrata preceduta da due gradini, e due finestre laterali contornate da stipiti e architravi in pietra sagomata munite da inferriate. Superiore un rosone ad arco a tutto sesto ad illuminare l'aula.

### Interno
L'interno a un'unica navata è di piccole dimensioni. Lesene murate intonacate sono le decorazioni poste sulle pareti laterali terminati con una cornice che segue tutto il contorno della chiesa. L'aula riceve luce anche dalle due finestrelle laterali su ciascun lato, poste sulla parte superiore. Il soffitto presenta raccordi che collegano tutte le parti terminati con strombature unghiate.
Il presbiterio è il proseguimento della navata, ed è ornato da un polittico di autore anonimo e di ottima fattura. In una bella cornice dorata, vi sono le raffigurazioni dei santi: Antonio abate, Sebastiano, Gregorio, Lorenzo, Pietro, Bartolomeo e Giacomo Maggiore disposti su due ordini, in una lunetta superiore i simboli dei quattro evangelisti e centrale la statua lignea della Madonna col Bambino. Rivolto verso i fedeli è l'altare risalente agli anni settanta del XX secolo, rispondente all'adeguamento liturgico delle chiese.